# V348 Весов
V348 Весов (лат. V348 Librae) — одиночная переменная звезда в созвездии Весов на расстоянии (вычисленном из значения параллакса) приблизительно 32008 световых лет (около 9814 парсеков) от Солнца. Видимая звёздная величина звезды — от +15m до +14,2m.

## Характеристики
V348 Весов — пульсирующая переменная звезда типа RR Лиры (RRAB:).